# Sociedad anónima (México)
En México, una sociedad anónima es aquella sociedad mercantil cuyos titulares lo son en virtud de una participación en el capital social a través de títulos de créditos, denominados acciones. Las acciones pueden diferenciarse entre sí por su distinto valor nominal o por los diferentes privilegios vinculados a éstas, como por ejemplo la percepción a un dividendo mínimo. Los accionistas no responden con su patrimonio personal, sino únicamente con el capital aportado. La sociedad anónima está regulada por la Ley General de Sociedades Mercantiles (LGSM), en los artículos 87 al 206.

## Características
Al igual que en la mayoría de las legislaciones, en México se reconoce como principales características de las sociedades anónimas a las siguientes:
- la limitación de responsabilidad de los socios frente a terceros;
- la división del capital social en acciones;
- la negociabilidad con acciones;
- las estructuras orgánicas impersonales;
- la existencia bajo una regla. *denominación particular;
- sociedad de tipo capitalista.

## Constitución

### Requisitos
El artículo 6 y 89 de la Ley General de Sociedades Mercantiles señala como requisitos de constitución de las sociedades anónimas los siguientes:
- Señalar su denominación  social.
- Establecer su Objeto Social y el domicilio.
- Si lleva cláusula de exclusión de extranjeros o el convenio que refiere el artículo 15 de la ley de inversión extranjera.
- La duración de la sociedad, que podrá ser indefinida.
- Que haya, por regla general, dos socios como mínimo, y que cada uno de ellos suscriba una acción por lo menos.
- Que el contrato social establezca el monto mínimo de capital social.
- Que se exhiba dinero en efectivo, cuando menos el veinte por ciento del valor de cada acción pagadera en numerario.
- Que se exhiba íntegramente el valor de cada acción que haya de pagarse, en todo o en parte, con bienes distintos del numerario.
- Que cada socio suscriba una acción por lo menos, no importa cuantas acciones se emitan , pero los socios deben suscribir acciones.
- El capital fundacional esté íntegramente suscrito, es decir, que los socios hayan asumido la obligación de pagar, aunque no lo hagan en ese momento, el importe total de las acciones que presentan el capital social con el que se constituye la sociedad (fundacional).

### Procedimientos de constitución
En México, las sociedades anónimas se pueden constituir por cualquiera de los dos procedimientos establecidos en la ley regulatoria, siendo la única que puede constituirse de forma pública o sucesiva:
- Instantáneo o simultáneo: Los socios con proyecto ya establecido acuden ante el notario o corredor público a firmar el contrato de sociedad mediante el cual constituyen  la sociedad y en él se destaca el hecho de que el capital social se integra con la aportación de los socios comparecientes y no necesita de participación del público (artículo 5 de la LGSM). También es posible mediante la protocolización en escritura pública del acta de la asamblea constitutiva.
- Suscripción pública o sucesiva: para la integración del capital social se requiere atraer socios o inversionistas que se sumen al proyecto de los fundadores aportando su participación pecuniaria de modo que vayan suscribiendo paulatinamente su adhesión mediante el pago de sus aportaciones (artículo 92-102 de la LGSM).

## Derechos y obligaciones de los socios

### Obligaciones
La única obligación que tienen los socios es la de cubrir, al ente social, el monto de su aportación en el plazo convenido. En caso de falta, la sociedad podrá reclamarla judicialmente, o incluso venderla.

### Derechos
Los derechos de los socios se pueden clasificar de la siguiente forma:
- Patrimoniales: consiste en que los socios participen de las utilidades que las sociedades obtengan anualmente, proporcionalmente al monto de su aportación. Y de participar también en la cuota final de liquidación.
- Corporativos: destacan desde luego el derecho que tienen los socios de participar en las deliberaciones de la sociedad mediante el voto, de manera proporcional a su participación accionaria, también se puede considerar el derecho que tienen los socios de ocupar cargos en la administración o vigilancia de la sociedad y los derechos de minorías.

## La acción
Las acciones constituyen títulos de créditos que representan la participación de los socios en una parte alícuota del capital social de la sociedad, otorgando, por ende, derechos de orden patrimonial y corporativo en ella, y que son, además, títulos de inversión bursátil, eminentemente especulativos.

### Valor real y valor nominal
Las acciones tienen dos valores: el valor nominal, que se calcula mediante la división del capital neto entre el número de acciones, y el valor real, que se calcula por su valor de mercado o cotización que se obtiene en relación con la oferta y demanda del mercado y desde luego por el valor de los activos socios.

## La acción como elemento esencial de la sociedad anónima
Al referirnos a los elementos fundamentales de caracterización de la sociedad anónima ya expusimos que, entre ellos, destaca la acción como parte alícuota del capital social. La Ley de Sociedades Anónimas, al señalar en su artículo 1.º que el capital está dividido en acciones, indica que alrededor de este concepto giran cuestiones importantes, no sólo en su ámbito, sino en el del Mercado de Valores, al que se refiere la Ley de Sociedades Anónimas de 1989, en sus artículos 5 a 12 de aquella al regular la representación de las acciones mediante anotaciones en cuenta. Pero junto a esa faceta importante, hay otras de interés como la incorporación por la acción de un haz de derechos que configuran, junto a la obligación de aportación, la condición jurídica de socio (de accionistas). Finalmente, la acción es objeto de tráfico jurídico, ya que pueden constituirse sobre ella derechos reales de copropiedad, usufructo, prenda y embargo (este último, novedad en la Ley de 1989, frente a la regulación de la derogada de 1951). Junto a esto, su representación mediante títulos negociables o a través de anotaciones en cuenta, pone de relieve su condición de valor transmisible, con las limitaciones, en su caso, estatutarias que puedan establecerse. 
Son aspectos de la acción que serán objeto de estudio individualizado en este capítulo, en el que se abordará igualmente la problemática de la adquisición por la sociedad de sus propias acciones.[cita requerida]

### Contenido de los títulos de las acciones
Según el artículo 125 de la Ley General de Sociedades Mercantiles, los títulos de las acciones y los certificados provisionales deberán expresar:
1. El nombre, nacionalidad y domicilio del accionista;
2. La denominación, domicilio y duración de la sociedad;
3. La fecha de la constitución de la sociedad y los datos de su inscripción en el Registro Público de Comercio;
4. El importe del capital social, el número total y el valor nominal de las acciones.
5. Las exhibiciones que sobre el valor de la acción haya pagado el accionista, o la indicación de ser liberada;
6. La serie y número de la acción o del certificado provisional, con indicación del número total de acciones que corresponda a la serie;
7. Los derechos concedidos y las obligaciones impuestas al tenedor de la acción, y en su caso, a las limitaciones al derecho de voto;
8. La firma autógrafa de los administradores que conforme al contrato social deban suscribir el documento, o bien la firma impresa en facsímil de dichos administradores a condición, en este último caso, de que se deposite el original de las firmas respectivas en el Registro Público de Comercio en que se haya registrado la Sociedad.

## Bono del fundador
Los bonos del fundador son títulos de crédito que representan un beneficio especial y temporal para los socios fundadores que se traduce en la obtención de la participación concedida en las utilidades anuales que no debería exceder del diez por ciento, ni podrá abarcar un período superior a diez años a partir de la constitución de la sociedad y tal participación no deberá cubrirse sino después de haber pagado a los accionistas un dividendo del 5% sobre el valor exhibido de sus acciones.

## Órganos sociales

### La asamblea
La asamblea constituye el órgano máximo y de decisión de la sociedad, cuyos acuerdos deben ser cumplidos y ejecutados por la administración. La asamblea define, a través del voto, el rumbo de la sociedad, y debe basar su actividad en los estatutos o en la propia ley.

#### Tipos de honores
Hay distintos tipos de asambleas:
- Asamblea constitutiva: se celebra una sola vez en la vida de la sociedad.
- Asamblea ordinaria: son aquellas que se reúnen cuando menos una vez al año para deliberar y en su caso aprobar el informe financiero que se someta a su consideración por la administración; además de la designación y la remuneración de los órganos de la administración y la vigilancia, de las que también se debe ocupar (artículo 181).
- Asamblea extraordinaria: se lleva a cabo cuando, previa convocatoria, se deba tratar en ella cualquier otro aspecto relacionado con la marcha del ente social y que la justifique, pero en especial lo relativo a la modificación de los estatutos sociales, o bien realizar deliberaciones en relación con asuntos diversos de la sociedad, que no se encuentren reservados a la asamblea ordinaria (artículo 182).
- Asamblea especial: son aquellas en las que participan determinados grupos de accionistas de carácter minoritario. Está prevista para los casos en donde se requiere contar con el consentimiento de los titulares de una participación accionaría diferente a la común, como en el caso de las acciones de voto limitado o las de trabajo (artículo 195).
- Asamblea mixta: son aquellas en donde se deliberan asuntos que normalmente tienen que ver con los aspectos reservados para las asambleas tanto ordinarias como extraordinarias, según el caso.
- Asamblea totalitaria: Es aquella que puede reunirse sin previa convocatoria, siendo las decisiones que se adoptan válidas, siempre que se encuentre representada la totalidad del capital social (artículo 188).

#### Procedimiento para la celebración de la asamblea
En referencia al procedimiento que se sigue para la celebración de las asambleas, se debe destacar lo siguiente:
- Convocatoria: debe ser realizada por el administrador único o bien por el consejo de administración o bien por los comisarios, y en defecto de unos y otros por el juez a solicitud de los socios que representen el 33% del capital social.
- Publicación: debe realizarse en el periódico oficial de la entidad o en uno de circulación o en el sistema electrónico que al efecto establezca la Secretaría de Economía,según lo fijen los estatutos
- Orden del día: debe estar contenida en la publicación referida en el inciso anterior, y se refiere a los asuntos que serán materia de deliberación por parte de la asamblea.
- Celebración de la asamblea: iniciará con la designación de la persona que la presidirá, y comprenderá la composición del quórum o mayoría, se elaborará la lista de asistencia y emitirán el correspondiente dictamen al presidente de la asamblea, quien de ser así procedente declarará legalmente constituida la misma.

### La administración
La administración de la sociedad constituye un órgano que debiendo ser desempeñado de manera personal, es revocable y remunerado, y al mismo corresponde, como ejecutivo que es, por un lado llevar la dirección de los negocios sociales; la administración de la propia sociedad, en donde destaca la necesidad de que se lleve y mantenga un sistema de contabilidad adecuado a las necesidades de la empresa; les corresponde, por otro lado, tener la representación de la sociedad, además de que es su responsabilidad hacer que su cumplan los acuerdos de las asambleas, tomados de conformidad con la Ley y los estatutos sociales.
De conformidad con la LGSM, la sociedad anónima puede tener un consejo de administración o un administrador único, a elección de la asamblea de accionistas.
Algunas modalidades de la sociedad anónima, como las reguladas en la Ley del Mercado de Valores, tales como la sociedad anónima promotora de inversión, la sociedad anónima promotora de inversión bursátil, la sociedad anónima bursátil o incluso las sociedades reguladas por la Ley de Instalaciones de Crédito, no permiten que la administración de la sociedad recaiga en una sola persona, y es forzoso crear un órgano colegiado.

#### Ámbitos de administración
- Administración interna (administración stricto sensu): la función de gestión que se encuentra encomendada a los administradores requiere de la existencia de facultades de decisión y ejecución de todos los actos relativos a la consecución del fin social, y que son realizados al interior de la propia sociedad de manera permanente por los propios administradores, quienes se pueden auxiliar de otros órganos gestores y también directivos que apoyen sus labores como en el caso de los gerentes.
- Administración externa (representación): las funciones de los administradores no se agotan en las actividades realizadas al interior de la sociedad, sino que son complementadas al exterior de ella, para lo cual requieren ser detentadores de facultades de representación que les permitan actuar a nombre del ente social, obligándolo en negocios diversos.

Gerencia
La gerencia en la sociedad anónima constituye un cargo de carácter secundario (no como en la Sociedad de Responsabilidad Limitada, dónde es el órgano administrativo), que en apoyo a las funciones de la administración, auxilia a este órgano en la conducción de los negocios sociales, investido de facultades de representación, cuya designación corresponde a la asamblea general ordinaria, o bien al órgano de administración, y como estos últimos pueden o no ser socios de la sociedad.

### La vigilancia
La vigilancia constituye una actividad de carácter permanente al interior del ente social y es realizada por un órgano que puede ser individual o colegial (comisario o consejo), designado por la asamblea que tiene como misión genérica la de supervisar las actividades de gestión y representación que en forma permanente realiza la administración, y cuenta, además, con facultades y obligaciones específicas establecidas en la ley o bien los estatutos sociales, tales como la revisión del informe que anualmente deben presentar la administración a la asamblea general ordinaria, en relación con el cual deben rendir un informe complementario que los propios miembros de la vigilancia deben realizar.

## Modalidades de la sociedad anónima

### Sociedad anónima de capital variable
Una sociedad anónima de capital variable (S. A. de C. V.) es aquella en la que el capital social es susceptible a disminución o aumento debido a las aportaciones del capital social. Es considerada como una modalidad que pueden adoptar las sociedades mercantiles, pudiendo suceder al momento de su constitución o después de esta. Además el capital mínimo en ningún caso puede ser menor que el establecido por la sociedad al que se aplique y el capital máximo es el límite superior del capital de cada sociedad.

### Sociedad anónima promotora de inversión
Una sociedad anónima promotora de inversión (S. A. P. I.) en México se define como una persona moral formada por dos o más personas físicas o morales, que tiene como finalidad realizar una actividad comercial que permita a sus accionistas tener los derechos corporativos y económicos. Se toman como base los principios de la Sociedad Anónima común y los desarrolla de forma especializada, haciéndolos más versátiles y dinámicos, además, ofrece las siguientes ventajas:
- Promueve prácticas de gobierno corporativo.
- Cuenta con diversos mecanismos para la protección de minorías.
- Ofrece diversos procesos de revelación de información en la sociedad.

### Sociedad anónima promotora de inversión bursátil
Una sociedad anónima promotora de inversión puede convertirse en una empresa que pueda cotizar en la bolsa de valores, ya sea como sociedad anónima promotora de inversión bursátil o bien como sociedad anónima bursátil. Entre otras ventajas que ofrecen estas alternativas, está el desarrollo de capacidades que serán de gran beneficio para generar crecimiento en él, a largo plazo.